# Frenulum clitoridis
Het frenulum clitoridis (ook wel toompje) is een klein stukje weefsel dat van de clitoris naar de binnenste schaamlippen loopt. Het is homoloog aan de frenulum praeputii penis bij de man.